# Jeffrey Jacquet
Pour les articles homonymes, voir Jacquet.
Jeffrey Jacquet est un acteur américain né le 15 octobre 1966 à Bay City, Texas (États-Unis).

## Filmographie
- 1978 : The Lazarus Syndrome (TV) : St. Clair Son
- 1978 : Les Visiteurs d'un autre monde (Return from Witch Mountain) : Rocky
- 1978-1979 : Mork & Mindy (série TV) : Eugene
- 1980 : Sacré Moïse (Wholly Moses!) : Le jeune Pharaon
- 1982 : Goldie and Kids: Listen to Us (TV)
- 1983-1984 : Les Petits Génies (Whiz Kids) : Jeremy Saldino (série TV)